# In the Closet
In the Closet је пјесма пјевача Мајкла Џексона објављена на албуму Dangerous 1991. године.
Пјесму су написали Џексон и Теди Рајли (Teddy Riley) и она говори о очувању везе између тајних љубавника и проглашена је за једну од његових најпровокативнијих пјесама.
In the Closet је прво замишљена као дует Џексона и Мадоне. Према интервјуу из 1992. године, Мадона је изјавила да је она учествовала у стварању текста пјесме, али када га је представила Мајклу, он је изјавио да је текст и сувише провокативан након чега је Мадона одлучила да не учествује у пројекту.
У споту In the Closet Џексон изводи чулне и физички компликоване плесне покрете, а у њему се такође појављује славни топ-модел Наоми Кембел. Иако се у верзији за спот чује њен глас, званичу верзију на албуму пјева Принцеза Стефани од Монака.

## Позиције
| Чарт                                     | Највиша позиција |
| ---------------------------------------- | ---------------- |
| САД                                      | 6                |
| САД- листа денс песама                   | 1                |
| САД- листа хип-хоп и ритам и блуз песама | 1                |
| Аустралија                               | 5                |
| Аустрија                                 | 23               |
| Холандија                                | 36               |
| Француска                                | 9                |
| Италија                                  | 9                |
| Норвешка                                 | 10               |
| Шведска                                  | 29               |
| Швајцарска                               | 25               |